# Gran Premio de Austria de Motociclismo de 1971
El Gran Premio de Austria de Motociclismo de 1971 fue la primera prueba de la temporada 1971 del Campeonato Mundial de Motociclismo. El Gran Premio se disputó el 9 de mayo de 1971 en el circuito de Salzburgring. Esta era la primera ocasión que una prueba del Mundial de velocidad se disputaba en Austria.

## Resultados 500cc
Theo Louwes sorprendió a amigos y enemigos al ir en tercer lugar con su "Fan Club Theo Louwes" Kawasaki H1R para posteriormente caer. De hecho, de los 26 corredores iniciados tan solo 7 terminaron. Como se esperaba, Giacomo Agostini, Keith Turner (Suzuki T 500) terminaron perimero y segundo y Eric Offenstadt (SMAC-Kawasaki H1R) se convirtió en tercero..
| Pos.    | Piloto               | Equipo        | Tiempo       | Pts. |
| ------- | -------------------- | ------------- | ------------ | ---- |
| 1       | Giacomo Agostini     | MV Agusta     | 1h 06' 19" 9 | 15   |
| 2       | Keith Turner         | Suzuki        | +1 Vuelta    | 12   |
| 3       | Eric Offenstadt      | SMAC-Kawasaki | +1 Vuelta    | 10   |
| 4       | Jack Findlay         | Suzuki        | +2 Vueltas   | 8    |
| 5       | Lothar John          | Yamaha        | +2 Vueltas   | 6    |
| 6       | Billie Nelson        | Paton         | +3 Vueltas   | 5    |
| 7       | Alberto Pagani       | LinTo         | +9 Vueltas   | 4    |
| Ret     | Roberto Gallina      | Paton         | Ret          |      |
| Ret     | Silvano Bertarelli   | Kawasaki      | Ret          |      |
| Ret     | John Dodds           | König         | Ret          |      |
| Ret     | Alois Maxwald        | LinTo         | Ret          |      |
| Ret     | Max Wiener           | Aermacchi     | Ret          |      |
| Ret     | Christian Ravel      | Kawasaki      | Ret          |      |
| Ret     | Hannu Kuparinen      | Suzuki        | Ret          |      |
| Ret     | Werner Bergold       | Kawasaki      | Ret          |      |
| Ret     | Theo Louwes          | Kawasaki      | Ret          |      |
| Ret     | Maurice Hawthorne    | Kawasaki      | Ret          |      |
| Ret     | Kurt-Ivan Carlsson   | Yamaha        | Ret          |      |
| Ret     | Walfried Weingartner | Matchless     | Ret          |      |
| Ret     | Gianpiero Zubani     | Kawasaki      | Ret          |      |
| Ret     | Ginger Molloy        | Kawasaki      | Ret          |      |
| Ret     | Gyula Marsovszky     | LinTo         | Ret          |      |
| Ret     | Ernst Hiller         | Kawasaki      | Ret          |      |
| Ret     | Karl Auer            | Matchless     | Ret          |      |
| Ret     | Hans Braumandl       | Matchless     | Ret          |      |
| Ret     | Karl Hoppe           | König         | Ret          |      |
| Fuente: |                      |               |              |      |

## Resultados 350cc
En 1971, Giacomo Agostini tuvo problemas en la pretemporada con la fiable MV Agusta y en esta carrera, se cayó tres veces debido a problemas técnicos. Aun así Giacomo Agostini con su MV Agusta 350 3C no pudo ser derrotado. Werner Pfirter (Yamaha TR 2 B) quedó en segundo lugar y Steve Ellis (Yamaha TR 2 B) quedó en tercer lugar.
| Pos. | Piloto             | Moto      | Tiempo     | Pts. |
| ---- | ------------------ | --------- | ---------- | ---- |
| 1    | Giacomo Agostini   | MV Agusta | 52' 00" 36 | 15   |
| 2    | Werner Pfirter     | Yamaha    | +1' 21" 44 | 12   |
| 3    | Steve Ellis        | Yamaha    | +1' 27" 83 | 10   |
| 4    | Kurt-Ivan Carlsson | Yamaha    | +1 Vuelta  | 8    |
| 5    | Bosse Granath      | Yamaha    | +1 Vuelta  | 6    |
| 6    | Jarno Saarinen     | Yamaha    | +1 Vuelta  | 5    |
| 7    | Jerry Lancaster    | Yamsel    | +1 Vuelta  | 4    |
| 8    | Billie Nelson      | Yamaha    | +1 Vuelta  | 3    |
| 9    | Maurice Hawthorne  | Yamaha    | +1 Vuelta  | 2    |
| 10   | Ernst Fagerer      | Yamaha    | +2 Vueltas | 1    |
| 11   | Bohumil Staša      | ČZ        | +3 Vueltas |      |
| Ret  | Phil Read          | Yamaha    | Ret        |      |
| Ret  | Barry Sheene       | Suzuki    | Ret        |      |
| Ret  | Silvio Grassetti   | MZ        | Ret        |      |
| Ret  | Günter Bartusch    | MZ        | Ret        |      |
| Ret  | Guido Mandracci    | Yamaha    | Ret        |      |

## Resultados 250cc
En la categoría del cuarto de litro, las MZ fueron bastante rápidas. Silvio Grassetti tomó la delantera en la segunda vuelta y ganó la carrera, pero su compañero de marca Günter Bartusch pudo tomar el segundo lugar al mejorar el récord de vuelta cinco veces. Rodney Gould (Yamaha) se retiró en la quinta vuelta y el suizo Gyula Marsovszky llevó su Yamaha al tercer lugar.
| Pos. | Piloto            | Moto      | Tiempo     | Pts. |
| ---- | ----------------- | --------- | ---------- | ---- |
| 1    | Silvio Grassetti  | MZ        | 45' 28"    | 15   |
| 2    | Günter Bartusch   | MZ        | +7" 41     | 12   |
| 3    | Gyula Marsovszky  | Yamaha    | +55" 92    | 10   |
| 4    | Kent Andersson    | Yamaha    | +1' 13" 7  | 8    |
| 5    | János Drapál      | Yamaha    | +1' 22" 85 | 6    |
| 6    | Bosse Granath     | Yamaha    | +1' 32" 22 | 5    |
| 7    | Guido Mandracci   | Yamaha    | +1 giro    | 4    |
| 8    | Jarno Saarinen    | Yamaha    |            | 3    |
| 9    | Jerry Lancaster   | Yamsel    |            | 2    |
| 10   | Steve Ellis       | Yamaha    |            | 1    |
| 11   | Björn Carlsson    | Yamaha    |            |      |
| 12   | László Szabó      | Yamaha    |            |      |
| 13   | Martti Pesonen    | Yamaha    |            |      |
| 14   | Leo Commu         | Yamaha    |            |      |
| 15   | Erich Dohnal      | Yamaha    |            |      |
| 16   | Seppo Kangasniemi | Yamaha    |            |      |
| 17   | Teuvo Länsivuori  | Yamaha    |            |      |
| 18   | Günther Fischer   | Yamaha    |            |      |
| Ret  | Rodney Gould      | Yamaha    | Ret        |      |
| Ret  | John Dodds        | Yamaha    | Ret        |      |
| Ret  | Phil Read         | Yamaha    | Ret        |      |
| Ret  | Dieter Braun      | Yamaha    | Ret        |      |
| Ret  | Renzo Pasolini    | Aermacchi | Ret        |      |
| Ret  | Barry Sheene      | Derbi     | Ret        |      |
| Ret  | Ginger Molloy     | Yamaha    | Ret        |      |

## Resultados 125cc
La carrera del octavo de litro, el alemán Dieter Braun (Maico) lideró la carrera de 125cc e incluso hizo la vuelta rápida, pero se vio obstaculizado en la última vuelta por un doblado y fue alcanzado por Ángel Nieto (Derbi), Gilberto Parlotti (Morbidelli) y el novato Barry Sheene (Suzuki), quienes terminaron en este orden.
| Pos. | Piloto             | Moto       | Tiempo     | Pts. |
| ---- | ------------------ | ---------- | ---------- | ---- |
| 1    | Ángel Nieto        | Derbi      | 40' 30" 79 | 15   |
| 2    | Gilberto Parlotti  | Morbidelli | +0" 16     | 12   |
| 3    | Barry Sheene       | Suzuki     | +0" 35     | 10   |
| 4    | Dieter Braun       | Maico      | +3" 18     | 8    |
| 5    | Gert Bender        | Maico      | +1' 27" 71 | 6    |
| 6    | Cees van Dongen    | Yamaha     | +1 Vuelta  | 5    |
| 7    | Thomas Heuschkel   | MZ         | +1 Vuelta  | 4    |
| 8    | Luigi Rinaudo      | Aermacchi  | +1 Vuelta  | 3    |
| 9    | Friedhelm Kohlar   | MZ         | +1 Vuelta  | 2    |
| 10   | Bernd Köhler       | MZ         | +1 Vuelta  | 1    |
| 11   | Aalt Toersen       | Maico      | +2 Vueltas |      |
| 12   | Otello Buscherini  | Villa      | +2 Vueltas |      |
| 13   | Björn Carlsson     | Maico      | +2 Vueltas |      |
| 14   | Franz Fagerer      | Maico      | +2 Vueltas |      |
| 15   | Hartmut Bischoff   | MZ         | +2 Vueltas |      |
| 16   | Ryszard Mankiewicz | MZ         | +2 Vueltas |      |
| 17   | Franz Lietner      | Maico      | +3 Vueltas |      |
| 18   | Zbyněk Havrda      | AHRA       | +3 Vueltas |      |
| 19   | Zdenek Zidlik      | Maico      | +3 Vueltas |      |
| Ret  | Kent Andersson     | Yamaha     | Ret        |      |
| Ret  | Borja Jansson      | Maico      | Ret        |      |
| Ret  | Rodney Gould       | Yamaha     | Ret        |      |

## Resultados 50cc
En la carrera de menor cilindrada, la Van Veen-Kreidler fue rápida pero Jos Schurgers se retiró por problemas mecánicosː En cambio, Jan de Vries ganó más con más de un minuto respecto Ángel Nieto (Derbi) y Rudolf Kunz (Kreidler).
| Pos. | Piloto                  | Moto     | Tiempo     | Pts. |
| ---- | ----------------------- | -------- | ---------- | ---- |
| 1    | Jan de Vries            | Kreidler | 27' 11" 37 | 15   |
| 2    | Ángel Nieto             | Derbi    | +1' 08" 01 | 12   |
| 3    | Rudolf Kunz             | Kreidler | +1' 09" 04 | 10   |
| 4    | Federico van der Hoeven | Derbi    | +1' 19" 23 | 8    |
| 5    | Aalt Toersen            | Jamathi  | +1 Vuelta  | 6    |
| 6    | Juan Parés March        | Derbi    | +1 Vuelta  | 5    |
| 7    | Manfred Kugler          | Kreidler | +1 Vuelta  | 4    |
| 8    | Hans-Jürgen Hummel      | Kreidler | +1 Vuelta  | 3    |
| 9    | Harald Bartol           | Kreidler | +1 Vuelta  | 2    |
| 10   | Ulrich Graf             | Kreidler | +2 Vueltas | 1    |
| 11   | Josef Kullmer           | Reimo    | +2 Vueltas |      |
| 12   | Jos Schurgers           | Kreidler | +2 Vueltas |      |
| 13   | Zbyněk Havrda           | AHRA     | +3 Vueltas |      |
| Ret  | Gilberto Parlotti       | Derbi    | Ret        |      |